# فرانكي رويز
فرانكي رويز (بالإنجليزية: Frankie Ruiz)‏ هو موزع ومغني وموسيقي وملحن أمريكي، ولد في 10 مارس 1958 في باترسون في الولايات المتحدة، وتوفي في 9 أغسطس 1998 في نيوآرك في الولايات المتحدة بسبب تشمع الكبد.

## وصلات خارجية
- فرانكي رويز على موقع ميوزك برينز (الإنجليزية)
- فرانكي رويز على موقع أول ميوزيك (الإنجليزية)
- فرانكي رويز على موقع ديسكوغز (الإنجليزية)